# Napoléon Louis Bonaparte
Napoléon-Louis Bonaparte o Lluís II d'Holanda, príncep francès i altesa imperial (1804), príncep reial d'Holanda (1806) (en neerlandès Napoleon Lodewijk II), va néixer a París l'11 d'octubre del 1804 i va morir a Forlì (Itàlia) el 17 de març del 1831. Va ser el segon fill del rei d'Holanda Lluís Bonaparte i d'Hortense de Beauharnais, filla de Joséphine de Beauharnais. Va portar el títol de Gran duc de Berg del 1809 al 1815.
Es va casar amb la seva cosina Charlotte Bonaparte, filla de Joseph Bonaparte i de Julie Clary.
Adepte dels carbonaris, amb el seu germà Charles Louis Napoléon va contribuir a la causa de la unitat italiana tot participant en un complot a Roma el 1830 pel qual foren expulsats. El 1831, va prendre part a l'aixecament dels ducats centrals d'Itàlia. Va morir probablement en combat contra els austríacs i les tropes papals, a Forlì. Tanmateix, la causa exacta de la mort no es coneix amb certesa, car es va veure afectat en aquella època, juntament amb el seu germà, d'una epidèmia de xarampió.